# Hechicera (Baja California)
Hechicera, también conocida como: Ejido Querétaro, es una localidad mexicana situada en el valle de Mexicali, dentro del municipio de Mexicali, Baja California. Según datos del Instituto Nacional de Estadística y Geografía (INEGI), se encuentra localizada en las coordenadas 32°33'05 de latitud norte y 115°08'14 de longitud oeste y contaba con 2843 habitantes en el año 2020.

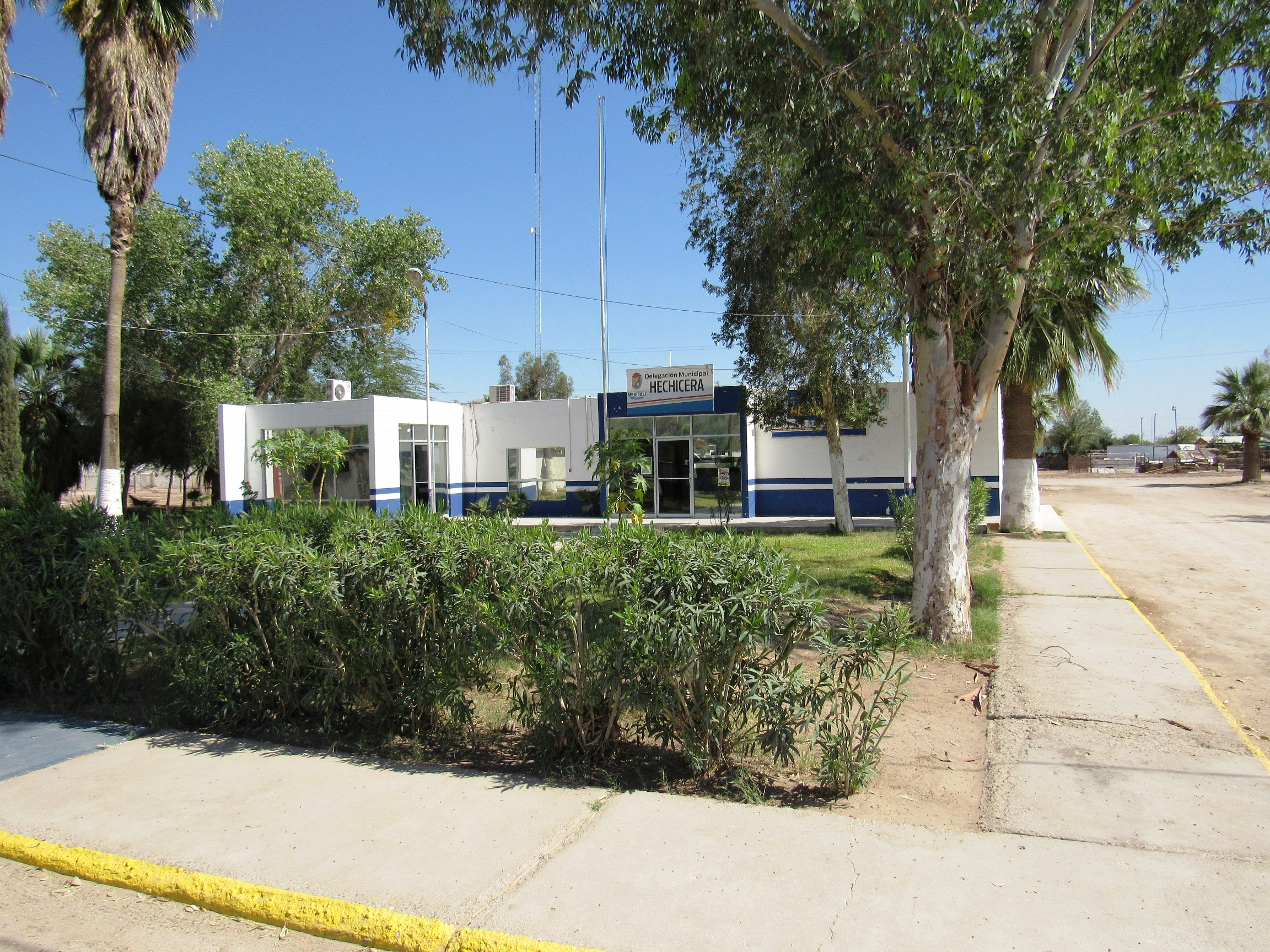
Edificio de la delegación Hechicera en Poblado Hechicera o Ejido Querétaro

Esta localidad es la cabecera de la delegación municipal del mismo nombre y es la localidad más importante dentro de su delegación por el número de habitantes. Hechicera está conectada principalmente con el resto del municipio con la carretera federal No. 2, que conduce al oeste al ejido Sinaloa y a la ciudad de Mexicali y al este a Batáquez.

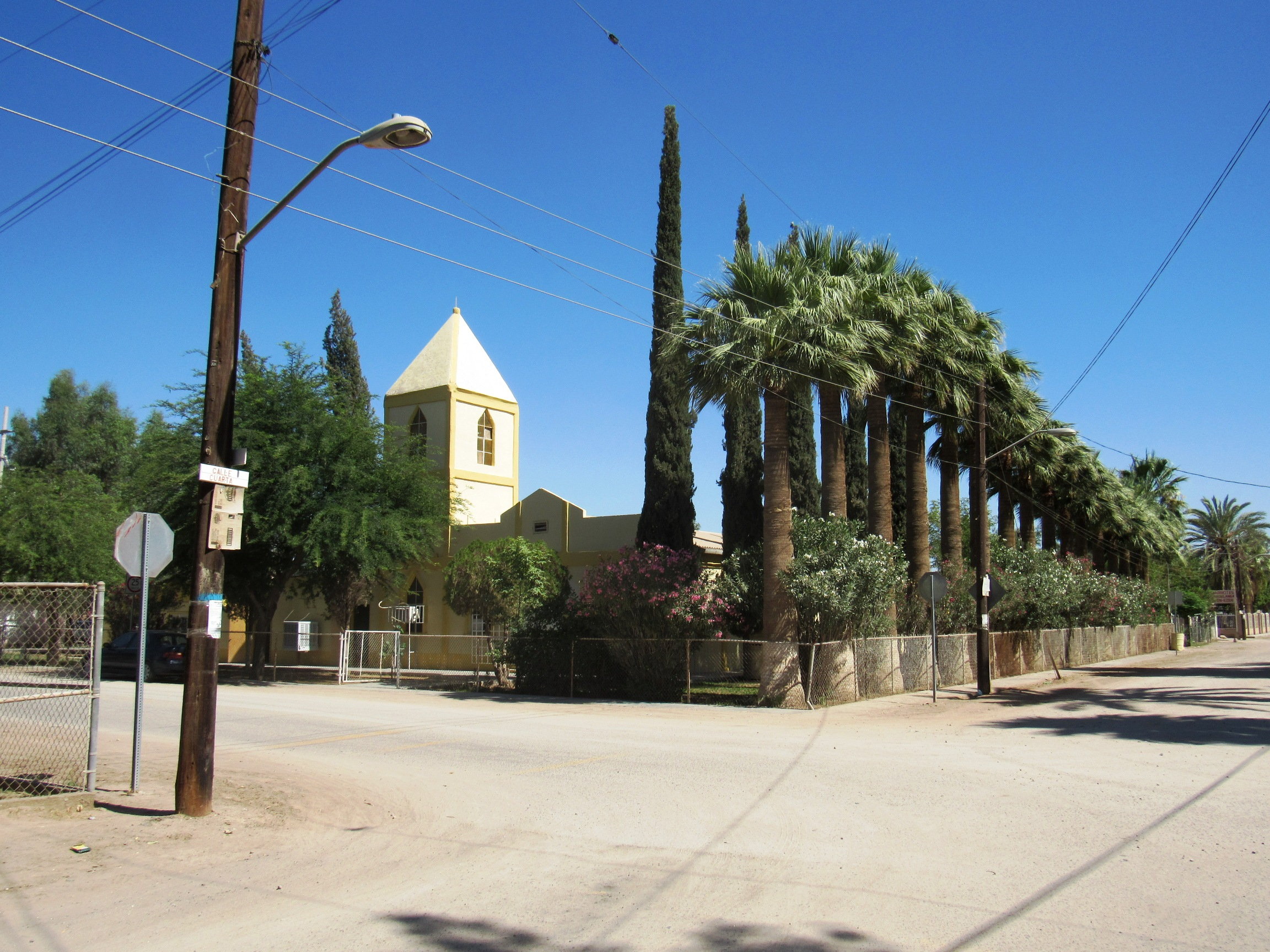
Cruce de calles e iglesia al interior del ejido Querétaro o Hechicera

## Historia
A principios del siglo XX existía en la zona norte del valle de Mexicali un ferrocarril de carga y pasajeros llamado ferrocarril Inter-Californias y anexo al poblado que sería el núcleo del ejido Querétaro había una estación denominada: Hechicera, al cabo del tiempo el nombre se ha ido imponiendo, de modo que en los productos estadísticos y geográficos del INEGI, es identificada con ese nombre. En la placa conmemorativa del monumento emblemático de este poblado puede leerse que el poblado tiene su precedente en la fundación de una hacienda bautizada de ese modo, en el año de 1910, por tanto la estación ferroviaria como el poblado reciben el nombre del de aquella hacienda.